# Line of Thoughts
Line of Thoughts är en bronsskulptur i Umeå, skapad av den brittiske konstnären Tony Cragg. Verket uppfördes 2003 vid Umeälvens norra strand intill handelsområdet Strömpilen, som vid den tiden ägdes av Balticgruppen, som också beställt och äger skulpturen . Hösten 2019 flyttades skulpturen på ägarens begäran till Varvsparken på Teg, på älvens södra sida.
Verket är tillverkat i sektioner som sammanfogats ovanpå varandra, vilket ger intrycket att den stillastående skulpturen vrider sig runt sin egen axel och visar olika ansikten beroende på hur betraktaren rör sig.